# Laurent Véronnez
Laurent Veronnez, né le 10 décembre 1977 à Bruxelles, est un artiste belge de musique électronique mélodique.

## Discographie (Airwave)
- Believe (2002)
- I Want to Believe (2004)
- Trilogique (2006)
- Touareg (2008)
- Dark Lines (2012)
- Parallel Lines (2012)
- Bright Lines (2012)
- 20 Years Airwave (2019)
- 20 Years Airwave Progressive Reworks (2019)
- 20 Years Airwave Ambient Reworks (2019)
- Classical Reworks (2019)
- NYUR (2020)